# Горбачевский, Никита Иванович
Ники́та Ива́нович Горбаче́вский (1804—1880) — российский историк и археограф. Первый архивариус Виленского центрального архива древних актов, активно участвовал в деятельности Виленской археографической комиссии.

## Биография
Родился в 1804 году в Могилёвской губернии в семье православного священника. Окончил Могилёвскую духовную семинарию, после чего поступил в Петербургскую духовную академию, окончив которую в 1831 году, получил звание старшего кандидата, что давало ему право на получение магистерской степени через год. Преподавал словесность, историю и древние языки в Жировичской духовной семинарии, с 1840 года преподавал в Дрогичинском дворянском училище. После перебрался в Вильну, где преподавал в дворянском институте, губернской гимназии и раввинском училище.
В 1852 году в Вильне был открыт Виленский центральный архив древних актов, ставший основным хранилищем документов по истории Великого княжества Литовского. По мнению некоторых современников, одним из инициаторов создания архива был сам Горбачевский, который стал в 1858 году его первым архивариусом, то есть директором.
17 апреля 1864 года была организована Виленская археографическая комиссия, которая должна была заняться публикацией документов по истории края. Исследователи отмечают, что Горбачевский был по сути единственным её реальным сотрудником, на нём держалась вся работа комиссии.

## Научная деятельность
В 1867 году в Вильне Горбачевский издал свою первую крупную работу — «Краткие таблицы, необходимые для истории, хронологии, вообще для всякого рода археологических исследований и в частности для разбора древних актов и грамот западного края России и Царства Польского». Спустя два года вышел его «Археологический календарь на две тысячи лет (325-2324) по Юлианскому счислению и на семьсот сорок два года (1583‑2324) по Григорианскому счислению». В том же году Горбачевский издал брошюру «О Центральном архиве древних актовых книг губерний: Виленской, Гродненской, Минской и Ковенской".
Итогом двадцатилетней работы Горбачевского в архиве стал изданный в 1872 году «Каталог древним актовым книгам губерний: Виленской, Гродненской, Минской и Ковенской, также книгам некоторых судов губерний Могилевской и Смоленской, хранящимся ныне в Центральном архиве в Вильно». Отмечается, что с середины 1860‑х годов многие значимые работы Никиты Ивановича публикуются без указания авторства, к ним относятся, например, отдельные тома «Актов, издаваемых Виленской археографической комиссией для разбора и издания древних актов» и «Ревизия пущ и переходов звериных в бывшем княжестве Литовском».
Исследователи отмечают, что труды Никиты Ивановича Горбачевского, в частности «Краткие таблицы…» и «Словарь древнего актового языка Северо-Западного края и Царства Польского», уникальны и до наших дней не имеют даже частичной замены.